# Liste antiker Ortsnamen und geographischer Bezeichnungen/Ga
| Lateinischer Name                 | Griechischer Name                         | Beschreibung                                                      | Heute                                                                                               | Quellen und Verweise    | Lage |
| --------------------------------- | ----------------------------------------- | ----------------------------------------------------------------- | --------------------------------------------------------------------------------------------------- | ----------------------- | ---- |
| Gabae                             | Γάβαι (Gabai)                             | Festung in Sogdien                                                | | Smith (1);              |      |
| Gabala                            | Γάβαλα (Gabala)                           | Stadt in Phönizien                                                | Ǧabla in Syrien                                                                                     | PECS; Smith;            |      |
| Gabalene                          |                                           |                                                                   | | Smith;                  |      |
| Gabali                            |                                           |                                                                   | | Smith;                  |      |
| Gabaza                            |                                           |                                                                   | | Smith;                  |      |
| Gabiene                           |                                           |                                                                   | | Smith;                  |      |
| Gabii                             | Γάβιοι (Gabioi)                           | Stadt in Latium                                                   | Stadtteil Osa (VIII. Municipio) in Rom                                                              | Smith;                  |      |
| Gabrantovici                      |                                           |                                                                   | | Smith;                  |      |
| Gabreta, Gabrita Silva            | Γαύβρητα (Gaubrēta), Γάβριτα (Gabrita)    | Waldgebirge in Germanien                                          | Böhmerwald                                                                                          | Smith;                  |      |
| Gabromagus                        |                                           |                                                                   | | Smith;                  |      |
| Gabrosentum                       |                                           |                                                                   | | Smith;                  |      |
| Gad                               |                                           | israelitischer Stamm                                              | | Smith;                  |      |
| Gadar                             |                                           |                                                                   | | Smith;                  |      |
| Gadara                            | Γάδαρα (Gadara)                           | Hauptstadt von Peräa                                              | | Smith;                  |      |
| Gadara                            | Γάδαρα (Gadara)                           | Stadt der Dekapolis                                               | Umm Qais, etwa 10 km südöstlich des Südendes des See Genezareth in Jordanien                        | Smith;                  |      |
| Gadara                            | Γάδαρα (Gadara)                           | Stadt westlich des Jordan in Judäa, nordöstlich von Jericho       | |                         |      |
| Gadda                             |                                           |                                                                   | | Smith;                  |      |
| Gadeni                            |                                           |                                                                   | | Smith;                  |      |
| Gades, Gadir                      | Γάδειρα (Gadeira)                         | Stadt an der Südwestküste von Hispania Baetica                    | Cádiz in Andalusien                                                                                 | Smith;                  |      |
| Gadilonitis                       |                                           |                                                                   | | Smith;                  |      |
| Gaditanum Fretum                  |                                           | Meerenge an den Säulen des Säulen des Herakles                    | Straße von Gibraltar                                                                                | Smith;                  |      |
| Gaditanus Oceanus                 |                                           |                                                                   | | Smith;                  |      |
| Gaesus                            |                                           |                                                                   | | Smith;                  |      |
| Gaetara                           |                                           |                                                                   | | Smith;                  |      |
| Gaetulia                          |                                           |                                                                   | | Smith;                  |      |
| Gagae                             | Γάγαι (Gagai)                             | Antike Stadt in Lykien                                            | | RE; Smith;              |      |
| Gagana Gaganae                    |                                           |                                                                   | | Smith;                  |      |
| Galactophagi                      |                                           |                                                                   | | Smith;                  |      |
| Galacum                           |                                           |                                                                   | | Smith;                  |      |
| Galadrae                          |                                           |                                                                   | | Smith;                  |      |
| Galaesus                          |                                           |                                                                   | | Smith;                  |      |
| Galaria                           |                                           |                                                                   | | Smith;                  |      |
| Galata                            |                                           | Insel(n) vor der Küste Nordafrikas                                | Galite-Inseln vor der Küste Tunesiens                                                               |                         |      |
| Galatia, Gallograecia, Galateia   | Γαλατία (Galatia), Γαλατική (Galatikē)    | keltisches Siedlungsgebiet in Zentralanatolien                    | | Smith;                  |      |
| Galava                            |                                           | römische Festung in Britannien                                    | an der Nordküste von Windermere bei Waterhead, nahe Ambleside, in der Grafschaft Cumbria in England | Smith;                  |      |
| Galepsus                          |                                           |                                                                   | | Smith;                  |      |
| Galiba                            |                                           |                                                                   | | Smith;                  |      |
| Galilaea                          |                                           |                                                                   | | Smith;                  |      |
| Galindae                          |                                           |                                                                   | | Smith;                  |      |
| Gallaecia, Callaecia              | Καλλαικία (Kallaikia)                     | Landschaft im Nordwesten Hispaniens                               | Galicien im Nordwesten Spaniens                                                                     | Smith;                  |      |
| Gallia Narbonensis                |                                           | an Italien und das Mittelmeer grenzende gallische Provinz         | große Teile von Südfrankreich                                                                       | Smith;                  |      |
| Gallia Transalpina                | Κελτικὴ (Keltikē), Γαλατία (Galatia)      | gallisches Siedlungsgebiet nördlich der Alpen                     | Frankreich, Belgien und Teile Westdeutschlands                                                      | Smith;                  |      |
| Gallia cisalpina, Gallia citerior |                                           | gallisches Siedlungsgebiet südlich der Alpen                      | Norditalien und kroatisches Istrien                                                                 | Smith;                  |      |
| Gallica Flavia                    |                                           |                                                                   | | Smith;                  |      |
| Gallicum                          |                                           | Stadt in Hispania Tarraconensis                                   | | Smith;                  |      |
| Gallicum                          |                                           | Stadt in Makedonien                                               | | Smith;                  |      |
| Gallicum Fretum                   |                                           |                                                                   | | Smith;                  |      |
| Gallicus Sinus                    |                                           |                                                                   | | Smith;                  |      |
| Gallinaria Insula                 |                                           |                                                                   | | Smith;                  |      |
| Gallinaria Silva                  |                                           |                                                                   | | Smith;                  |      |
| Gallitae                          |                                           |                                                                   | | Smith;                  |      |
| Gallus                            | Γάλλος (Gallos)                           | Fluss in Bithynien                                                | Mudurnu Çayı in der Türkei                                                                          | Smith;                  |      |
| Gallus                            | Γάλλος (Gallos)                           | Nebenfluss des Sangarius in Phrygien                              | |                         |      |
| Gallus                            | Γάλλος (Gallos)                           | kleiner Fluss, der in den Bergen von Phrygia Paroreios entspringt | mündet in den Akşehir Gölü                                                                          |                         |      |
| Gamala                            | Γάμαλα (Gamala)                           | Stadt in der Gaulanitis                                           | 20 km südlich von Katzrin auf den Golanhöhen                                                        | Smith;                  |      |
| Gambrivii                         |                                           |                                                                   | | Smith;                  |      |
| Gamphasantes                      |                                           |                                                                   | | Smith;                  |      |
| Gandarae                          |                                           |                                                                   | | Smith;                  |      |
| Gandaris                          |                                           |                                                                   | | Smith;                  |      |
| Gandaritis                        |                                           |                                                                   | | Smith;                  |      |
| Gangani                           |                                           |                                                                   | | Smith;                  |      |
| Gangaridae                        |                                           |                                                                   | | Smith;                  |      |
| Gangas                            |                                           |                                                                   | | Smith;                  |      |
| Ganges                            | Γάγγης (Gangēs), Γάγγη (Gangē)            | am Ganges gelegene Hauptstadt von Gangaridai                      | vielleicht Prayagraj in Indien                                                                      | Smith;                  |      |
| Ganges                            | Γάγγης (Gangēs)                           | Strom in Indien                                                   | Ganges                                                                                              | Smith (1);              |      |
| Ganges                            | Γάγγης (Gangēs)                           | größte Fluss in Taprobane                                         | Mahaweli in Sri Lanka                                                                               | Smith (2);              |      |
| Gangeticus Sinus                  |                                           |                                                                   | | Smith;                  |      |
| Gangra, Germanicopolis            | Γάγγρα (Gangra)                           | Stadt in Paphlagonien                                             | Çankırı in der Türkei                                                                               | Smith;                  |      |
| Gannaria                          |                                           |                                                                   | | Smith;                  |      |
| Ganodurum                         |                                           |                                                                   | | Smith;                  |      |
| Ganus                             |                                           |                                                                   | | Smith;                  |      |
| Garama                            |                                           | Hauptstadt des Garamantenreiches in Libya                         | im Wadi al-Haya, nordöstlich von Mursuk in Libyen                                                   | Smith;                  |      |
| Garamaei                          |                                           |                                                                   | | Smith;                  |      |
| Garamantes                        |                                           |                                                                   | | Smith;                  |      |
| Garaphi Montes                    |                                           |                                                                   | | Smith;                  |      |
| Garbata Mons                      |                                           |                                                                   | | Smith;                  |      |
| Garea                             |                                           |                                                                   | | Smith;                  |      |
| Garescus                          |                                           |                                                                   | | Smith;                  |      |
| Garganus                          |                                           |                                                                   | | Smith;                  |      |
| Gargaphia Fons                    |                                           |                                                                   | | Smith;                  |      |
| Gargara                           | Γάργαρα (Gargara)                         | Gipfel des Ida-Gebirges in der Troas                              | Kaz Dağ                                                                                             | Smith;                  |      |
| Gargara                           | Γάργαρα (Gargara)                         | Stadt in der Troas                                                | südlich des Dorfes Arıklı in der Türkei                                                             | Smith;                  |      |
| Gargarius Locus                   |                                           |                                                                   | | Smith;                  |      |
| Gargettus                         |                                           |                                                                   | | Smith;                  |      |
| Gari                              |                                           | Ort in Ariana                                                     | westlich von Kandahar in Afghanistan                                                                | Smith;                  |      |
| Garinaei                          |                                           |                                                                   | | Smith;                  |      |
| Garites                           |                                           |                                                                   | | Smith;                  |      |
| Garius                            |                                           |                                                                   | | Smith;                  |      |
| Garizim                           | Γαριζίν (Garizin)                         | Berg in Palästina                                                 | im Westjordanland, südlich von Nablus                                                               | Smith;                  |      |
| Garoceli                          |                                           |                                                                   | | Smith;                  |      |
| Garrhuenus                        |                                           |                                                                   | | Smith;                  |      |
| Garriannonum                      |                                           |                                                                   | | Smith;                  |      |
| Garsaura, Colonia Archelais       | Γαρσάουρα (Garsáura)                      |                                                                   | südöstlich des Tuz Gölü bei Aksaray in der Türkei                                                   | PECS; Smith;            |      |
|                                   |                                           |                                                                   | |                         |      |
| Garsauritis                       |                                           |                                                                   | | Smith;                  |      |
| Garumna                           | Γαρουνᾶς (Garounas), Γαρὐνας (Garynas)    | Fluss in Gallien                                                  | Garonne in Frankreich                                                                               | Smith;                  |      |
| Garumni                           |                                           | keltischer Stamm                                                  | Siedlungsgebiet im Val d’Aran                                                                       | Smith;                  |      |
| Gasandes                          |                                           |                                                                   | | Smith;                  |      |
| Gasorus                           |                                           |                                                                   | | Smith;                  |      |
| Gath                              | Γέθ (Geth), Γέττα (Getta)                 | Stadt der Philister                                               | | Smith;                  |      |
| Gath Hefer                        | Γεθχοφές (Gethchophes), Γαιθθά (Gaiththa) | Stadt in Galiläa, Geburtsort des Propheten Jona                   | | Smith;                  |      |
| Gath Rimmon                       | Γεθρεμμών (Gethremmōn)                    | Stadt der Leviten im Gebiet des Stammes Dan                       | | Smith;                  |      |
| Gatheae                           |                                           |                                                                   | | Smith;                  |      |
| Gatheatas                         |                                           |                                                                   | | Smith;                  |      |
| Gaugamela                         | Γαυγαμήλα (Gaugamēla)                     | Ort in Assyrien, Schauplatz der Schlacht von Gaugamela            | vielleicht Mosul im Irak                                                                            | Smith;                  |      |
| Gaulanitis                        |                                           |                                                                   | | Smith;                  |      |
| Gaulopes                          |                                           |                                                                   | | Smith;                  |      |
| Gaulos                            |                                           |                                                                   | | Smith;                  |      |
| Gauonarion                        | Γαυονάριον                                | Ort in Germania magna                                             | (vermutlich) Schlüchtern in Hessen                                                                  | Geographike Hyphegesis; |      |
| Gaura Mons                        |                                           |                                                                   | | Smith;                  |      |
| Gaureleon                         |                                           |                                                                   | | Smith;                  |      |
| Gaurion                           |                                           |                                                                   | | Smith;                  |      |
| Gaurus Mons                       |                                           |                                                                   | | Smith;                  |      |
| Gauzaca                           |                                           |                                                                   | | Smith;                  |      |
| Gaza                              | Γάζα (Gaza)                               | Stadt in Palästina                                                | Gaza an der Mittelmeerküste                                                                         | Smith;                  |      |
| Gaza                              | Γάζα (Gaza)                               | Stadt in Sogdien                                                  | ca. 20 km südwestlich von Chudschand in Tadschikistan                                               | Smith (1);              |      |
| Gazaca, Gaza                      |                                           |                                                                   | | Smith;                  |      |
| Gazelon                           |                                           |                                                                   | | Smith;                  |      |
| Gaziura                           |                                           |                                                                   | | Smith;                  |      |
| Gazorum                           |                                           |                                                                   | | Smith;                  |      |
| Gazorus                           |                                           |                                                                   | | Smith;                  |      |